# Prawo Daltona
Prawo Daltona – wspólne określenie na dwa różne prawa, sformułowane przez Johna Daltona, które są wzajemnie komplementarne:
- prawo ciśnień cząstkowych,
- prawo objętości cząstkowych.

## Prawo ciśnień cząstkowych
Prawo ciśnień cząstkowych zostało opublikowane przez Daltona w 1810 r. Głosi ono:
„Ciśnienie wywierane przez mieszaninę gazów jest równe sumie ciśnień wywieranych przez składniki mieszaniny, gdyby każdy z nich był umieszczany osobno w tych samych warunkach objętości i temperatury, jest ono zatem sumą ciśnień cząstkowych”.
W formie matematycznej można je wyrazić jako:
{\displaystyle p=\sum _{i=1}^{k}p_{i},}
gdzie:
{\displaystyle p} – ciśnienie w mieszaninie {\displaystyle k}-składnikowej w objętości {\displaystyle V} i temperaturze {\displaystyle T,}
{\displaystyle p_{i}} – ciśnienie cząstkowe składnika {\displaystyle i} w tej samej objętości i temperaturze.
Prawo Daltona jest słuszne dla gazów doskonałych nie reagujących z sobą. Dla gazów rzeczywistych jest słuszne jedynie dla gazów rozrzedzonych i w temperaturze znacznie powyżej punktu krytycznego.

## Prawo objętości cząstkowych
Prawo objętości cząstkowych głosi:
„Objętość zajmowana przez mieszaninę gazów jest równa sumie objętości, które byłyby zajmowane przez składniki mieszaniny, gdyby każdy z nich był umieszczony osobno w tych samych warunkach ciśnienia i temperatury, czyli jest równa sumie objętości cząstkowych”
{\displaystyle V=\sum _{i=1}^{k}V_{i},}
gdzie:
{\displaystyle V} – objętość mieszaniny {\displaystyle k}-składnikowej przy ciśnieniu {\displaystyle p} i temperaturze {\displaystyle T,}
{\displaystyle V_{i}} – objętość cząstkowa składnika {\displaystyle i} w tej samej temperaturze i ciśnieniu.

## Wyprowadzenie
Oba prawa można wyprowadzić z równania Clapeyrona, czyli równania stanu gazu doskonałego. Dla mieszaniny {\displaystyle k} gazów o liczbie moli {\displaystyle n} (liczności), zajmującej objętość {\displaystyle V} przy ciśnieniu {\displaystyle p} i temperaturze {\displaystyle T,} zachodzi:
{\displaystyle pV=nRT,}
gdzie:
{\displaystyle R} – uniwersalna stała gazowa,
{\displaystyle n=\sum _{i=1}^{k}n_{i},}
{\displaystyle n_{i}} – liczba moli składnika {\displaystyle i.}

### Ciśnienie cząstkowe
Jeżeli gaz {\displaystyle i} jest gazem doskonałym, to zgodnie z równaniem Clapeyrona, w tej objętości wywiera ciśnienie zwane ciśnieniem cząstkowym, określone wzorem:
{\displaystyle p_{i}={\frac {n_{i}}{V}}RT.}
Suma ciśnień cząstkowych gazów {\displaystyle i=1,\dots ,k} wynosi:
{\displaystyle \sum _{i=1}^{k}p_{i}=\sum _{i=1}^{k}{\frac {n_{i}}{V}}RT={\frac {n}{V}}RT=p.}

### Objętość cząstkowa
Podobnie, definiując objętość cząstkową jako objętość składnika {\displaystyle i} oraz korzystając z równania Clapeyrona, można zapisać:
{\displaystyle V_{i}={\frac {n_{i}}{p}}RT,}
a suma objętości cząstkowych gazów {\displaystyle i=1,\dots ,k} równa jest:
{\displaystyle \sum _{i=1}^{k}V_{i}=\sum _{i=1}^{k}{\frac {n_{i}}{p}}RT={\frac {n}{p}}RT=V.}